# Полонезкьой
„Полонезкьой“ (на турски: Polonezköy, букв. „полско село“) е квартал в район „Бейкоз“ в Истанбул, Турция. Намира се в анадолската част на града. В землището му е разположен природен парк „Полонезкьой“.

## История
Селото е основано през 1842 г. от Адам Йежи Чарториски, ръководител на националното правителство на Кралство Полша по време на въстанието срещу руското владичество от 1830 – 1831 година и впоследствие политически лидер на полската емиграция. Целта на Чарториски е да създаде втори център (след Париж) на полските политически мигранти в Османската империя.
Първоначално селото носи името на основателя си, Адамкьой на турски или Адампол на полски.